# Scanografie

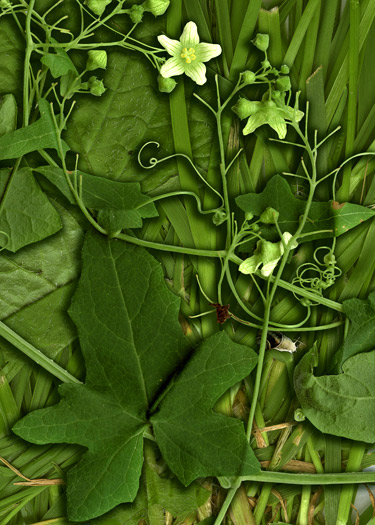
Scanografie einer Zaunrübe

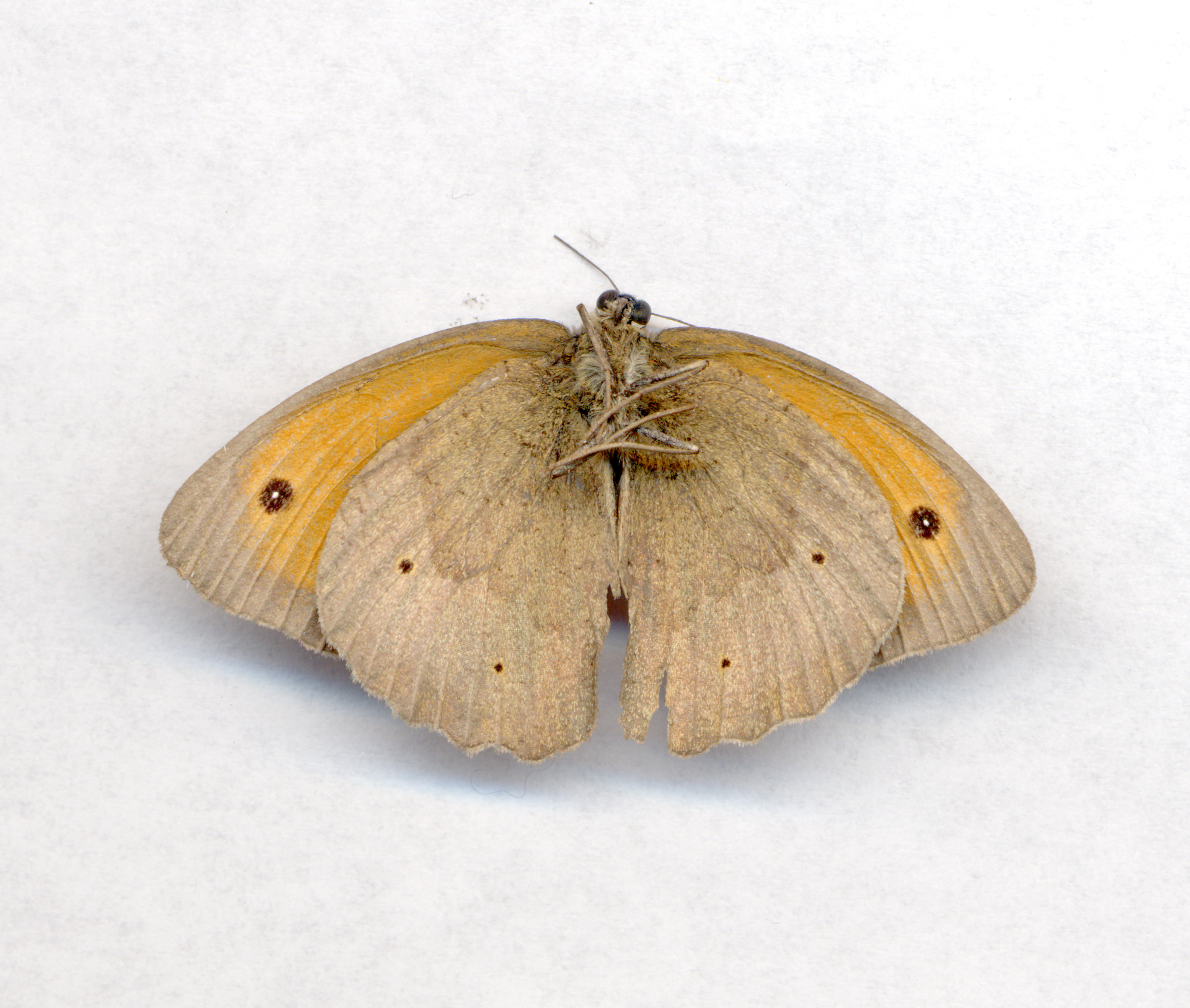
Scanografie eines Nachtfalters

Der Begriff Scanografie bezeichnet ein fotografisches Verfahren und dessen Ergebnisse, bei dem ein Scanner zur Digitalisierung der nächsten Umgebung benutzt wird. Der Unterschied zur normalen Fotografie ist, dass der Scanner die Umgebung sukzessiv aufnimmt und somit behält das Ergebnis eine zeitliche Entwicklung des fotografierten Subjekts. Ein weiterer Unterschied ist die Linse, die im Falle eines Scanners sich wie eine zylindrische Linse verhält und eine Verzerrung der Bilder hervorruft.

## Unterschied zur Xerografie
Die erzielten Ergebnisse sind vergleichbar mit Ergebnissen der Xerografie, jedoch steht durch die langsamere Bewegung des Schlittens mit der Optik mehr Zeit für dynamische Effekte zur Verfügung.

## Unterschied zur Langzeitbelichtung
Eine Langzeitbelichtung beeinflusst das gesamte Bild, während in der Scanografie nur die jeweilige Zeile beeinflusst wird.

## Ausstellungen
- Meike Wilkens: „Scanografie“, Wuppertal 2021
- Wera Bossert, „Scan-Center“, Luzern 2021
- Stefan Sofariu: Scanografie, Karlsruhe 2000